# Ляпчищка джамия
Ляпчищката джамия е недействащ мюсюлмански храм в южномакедонския град Ляпчища, от 1928 година Неаполи, Гърция. На 4 март 1911 година в Ляпчища пристигат свещени останки от Пророка Мохамед. Сградата вече е на три етажа и се използва за правителствени нужди. Първият етаж е основното помещение на джамията.